# Stine Jørgensen
Stine Østergaard Jørgensen (Dronninglund, 1990. szeptember 3. –) dán válogatott kézilabdázó, balátlövő, jelenleg a København Håndbold játékosa. 2020-ban bejelentette, hogy a válogatottban visszavonul.

## Pályafutása
Stine Jørgensen 16 évesen igazolt az Aalborg DH-hoz, amelynek a kezdetekben az utánpótlás csapataiban játszott. A dán bajnokságban 2008-tól kapott lehetőséget, a Bajnokok ligájában 2009-ben játszott először. 2013-ban az FC Midtjylland Håndbold-hoz írt alá egy hároméves szerződést. Ezzel a csapattal megnyerte a dán bajnokságot, a dán kupát, és 2015-ben a Kupagyőztesek Európa-kupáját. 2016-ban ezüstérmes lett a bajnokságban. 2017-ben Jørgensen volt csapata legeredményesebb játékosa a bajnokságban, 21 mérkőzésen 132 gólt szerzett, a góllövőlista harmadik helyén végzett, csapatával pedig bronzérmes lett. A Bajnokok ligájában is ez volt a leggólerősebb szezonja, 81 találatot ért el, ezzel a góllövőlista kilencedik helyezettje lett. 2017 őszétől az előző bajnokságban hatodik helyezett Odense Håndbold játékosa.
A dán válogatottban 2010. szeptember 24-én mutatkozott be, és a 2011-es világbajnokság óta vesz részt nemzetközi tornákon. Legnagyobb sikerét a 2013-as világbajnokságon érte el, ahol bronzérmes lett.

## Sikerei
- Dán bajnokság győztese: 2015
- Dán kupa: 2014, 2015
- Kupagyőztesek Európa-kupája győztese: 2015
- Világbajnokság bronzérmes: 2013

## Magánélete
Házas, egy gyermek édesanyja. Férje a dán tollaslabdázó Jan Østergaard Jørgensen.